# Jaap Veldheer
Jacobus Gerardus (Jaap) Veldheer (Haarlem, 4 juni 1866 - Blaricum, 18 oktober 1954) was een Nederlandse kunstschilder, tekenaar en kunstcriticus.

## Opleiding
Veldheer was een zoon van huisschilder Jan Willem Veldheer en Neeltje Rosina de Visser. Hij was een achterneef van de beeldhouwer Gerrit Veldheer. Veldheer volgde een opleiding aan de Koninklijke Academie van Beeldende Kunsten in Den Haag van 1889 tot 1891. Daarna zou hij zich ontwikkelen tot een kunstenaar die zich naast het schilderen en tekenen bezighield met etsen, lithograferen, illustreren van boeken, het maken van houtsneden en het ontwerpen van boekbanden. Zijn houtsneden komen tot uitdrukking in het boek Oude Hollandsche steden aan de Zuiderzee, verschenen in 1897 bij De Erven Bohn met tien topografische houtsneden. Hij was medeoprichter van de Vereeniging tot Bevordering der Grafische Kunst.
Veldheer was ook kunstkriticus voor dagbladen, waaronder Het Vaderland. Hij publiceerde meerdere malen, in Eigen Haard 1897 komt bijvoorbeeld een artikel van hem voor: Naar het Noorden van Kennemerland, in jaargang 1898 een opstel over De Kerk te Schagen, in jaargang 1899 een artikel: De Drie Egmonden, artikelen, die alle vergezeld gingen van illustraties, pentekeningen, van zijn hand. Ook in De Gids, in Elsevier's Geïllustreerd Maandschrift, in de Jaarboekjes van de Vereeniging tot bevordering der Grafische kunst, en in andere periodieken verschenen opstellen van hem.
Veldheer was lid van Arti et Amicitiae, Pulchri Studio en de Vereeniging Ter Bevordering der Grafische Kunst. Hij gaf les aan aan onder anderen Jan Abraham Bakker, Teun Bakker, Jan Bander, Frans Bosen, Rie Cramer, Ger Gerrits, Anna barones van Harinxma thoe Slooten, J.Th.A.C. Hoijer, Edith Pijpers en Tjipke Visser.